# Iridomyrmex setoconus
Iridomyrmex setoconus is een mierensoort uit de onderfamilie van de Dolichoderinae. De wetenschappelijke naam van de soort is voor het eerst geldig gepubliceerd in 1998 door Shattuck & McMillan.